# Pfungen
Pfungen is een gemeente en plaats in het Zwitserse kanton Zürich, en maakt deel uit van het district Winterthur. Pfungen telt 2609 inwoners.

## Geboren
- Emilie Bosshart (1897-1979), pedagoge en lerares